# Franck Dja Djédjé
Franck Dja Djédjé (Abiyán, Costa de Marfil, 2 de junio de 1986) es un futbolista marfileño. Juega como delantero y su club actual es el AS Cannes del Championnat National 3.

## Selección nacional
Ha sido internacional con la selección de fútbol de Francia sub-17, sub-18, sub-19 y sub-21 marcando un total de 25 goles en 37 partidos y con la selección de fútbol de Costa de Marfil sub-23 en 2 ocasiones.

## Clubes
| Club                | País        | Año         | Partidos jugados (Goles) |
| ------------------- | ----------- | ----------- | ------------------------ |
| PSG                 | Francia     | 2003 - 2007 | 5 (0)                    |
| Brest (Préstamo)    | Francia     | 2004 - 2005 | 23 (1)                   |
| Grenoble (Préstamo) | Francia     | 2006 - 2007 | 33 (5)                   |
| Grenoble            | Francia     | 2007 - 2009 | 36 (10)                  |
| Racing Estrasburgo  | Francia     | 2009 - 2010 | 9 (0)                    |
| Vannes (Préstamo)   | Francia     | 2009 - 2010 | 30 (2)                   |
| Arles-Avignon       | Francia     | 2010 - 2011 | 37 (5)                   |
| OGC Niza            | Francia     | 2011 - 2012 | 21 (4)                   |
| FC Chernomorets     | Ucrania     | 2012 - 2014 | 38 (7)                   |
| Sarpsborg 08 FF     | Noruega     | 2014        | 5 (2)                    |
| Dinamo Minsk        | Bielorrusia | 2014        |                          |
| Hibernian           | Escocia     | 2015        |                          |
| Al-Shahaniya        | Catar       | 2015 - 2016 |                          |
| FC Irtysh Pavlodar  | Kazajistán  | 2017        |                          |
| FC Kaisar Kyzylorda | Kazajistán  | 2017 - 2018 |                          |
| AS Cannes           | Francia     | 2019 -      |                          |

## Palmarés
| Título                    | Club            | Resultado   |
| ------------------------- | --------------- | ----------- |
| Copa de Francia 2004      | PSG             | Campeón     |
| Copa de Francia 2006      | PSG             | Campeón     |
| Copa de Ucrania 2012-2013 | FC Chernomorets | Sub-Campeón |
| Supercopa de Ucrania 2013 | FC Chernomorets | Sub-Campeón |